# Рейхмут, Стефан
Стефан Рейхмут (нем. Stefan Reichmuth, 20 сентября 1994) — швейцарский борец вольного стиля. Бронзовый призёр чемпионата мира 2019 года. Участник I и II Европейских игр, участник Олимпийских игр 2020 года в Токио.

## Биография
Борьбой начал заниматься в 2004 году. Впервые принял участие в международных соревнованиях по борьбе в 2010 году. 
В 2015 году принял участие в I Европейских играх в Баку, в весовой категории до 74 кг занял 14 место. 
В 2019 году участвовал в соревнованиях на II Европейских играх в Минске, в весовой категории до 86 кг занял итоговое 10-е место. 
На предолимпийском чемпионате планеты в Казахстане в 2019 году, в весовой категории до 86 кг, швейцарский спортсмен завоевал бронзовую медаль.